# Laï
Laï est une ville située au sud du Tchad. Elle est la trentième du pays par nombre d'habitants, avec 18 945 habitants en 2009.
Elle est le chef-lieu de la région de la Tandjilé et du département de la Tandjilé Est.

## Géographie
La ville de Laï s'étale le long du fleuve Logone et on y produit du riz[réf. nécessaire].

## Histoire
Du 21 août au 1er septembre 1914, la ville est occupée par l'Empire allemand à la suite de sa victoire sur les forces françaises défendant la ville.

## Éducation

### Enseignement supérieur
- Institut National Supérieur des Sciences Agronomiques et des Technologies Agroalimentaires (INSATAL)

## Jumelage
- Saint-Pierre (Martinique).